# Occapes selandriae
Occapes selandriae är en stekelart som först beskrevs av Carl Gustav Alexander Brischke 1878.  Occapes selandriae ingår i släktet Occapes och familjen brokparasitsteklar. Arten är reproducerande i Sverige. Inga underarter finns listade i Catalogue of Life.